# Lista de canções número um na Brasil Hot Popular Songs em 2014
Este anexo contém a lista de canções que atingiram o número um da tabela musical Brasil Hot Popular Songs em 2014. A lista é publicada mensalmente pela revista Billboard Brasil, que divulga as quarenta faixas mais executadas nas estações de rádios do Brasil a partir de dados recolhidos pela empresa Crowley Broadcast Analysis. As músicas, de repertório nacional e internacional e de variados gêneros, são avaliadas através da grade da companhia supracitada, que compreende as cidades de São Paulo, Rio de Janeiro, Campinas, Ribeirão Preto, Brasília, Belo Horizonte, Curitiba, Porto Alegre, Recife, Salvador, Florianópolis, Fortaleza, Goiânia, Campo Grande, Cuiabá e as mesorregiões do Triângulo Mineiro, Vale do Paraíba e Litoral Paulista.
A partir de Abril de 2014, a Billboard brasileira começou publicar em seu site brasileiro, um Hot 100 semanal, assim como é, e sempre foi realizado no site e revista da Billboard em outros países, assim como a Billboard norte-americana.

## Histórico
| Mês         | Canção    | Artista      | Ref.  |
| ----------- | --------- | ------------ | ----- |
| Janeiro     | "Zen"     | Anitta       | [ 3 ] |
| Fevereiro   | "Zen"     | Anitta       | [ 3 ] |
| Março       | "Zen"     | Anitta       | [ 3 ] |
| 23 de Abril | "Cê Topa" | Luan Santana | [ 2 ] |
| 27 de Abril | "Cê Topa" | Luan Santana | [ 4 ] |